# Dutch Open (darts)
Het (TOTO) Dutch Open Darts is een dartstoernooi dat sinds 1973 wordt georganiseerd, alleen nog niet onder auspiciën van de NDB (Nederlandse Darts Bond). De eerste officiële editie onder de vlag van de NDB werd in 1979 gehouden. Er zijn 10 onderdelen op het Dutch Open: heren individueel, vrouwen individueel, heren dubbels, vrouwen dubbels, junioren, meisjes, aspiranten, paradarters individueel staand, paradarters individueel rolstoel en paradarters koppels. Van 2002 tot en met 2013 werd dit toernooi gehouden in de Koningshof te Veldhoven, daarvoor in De Bonte Wever te Slagharen, en werd uitgezonden in Nederland door SBS6. Sinds 2014 wordt het toernooi gespeeld in De Bonte Wever te Assen. Een van de hoogtepunten van het Dutch Open was de finale van 2002, waarin de Engelsman Shaun Greatbatch live op televisie een 9-darter gooide. Het topjaar voor dit toernooi was 2005, waarin er meer dan 5.600 darters deelnamen. Sindsdien daalde het aantal deelnemers gestaag. De herenfinale van 2011 was dezelfde finale als tijdens Lakeside tussen Martin Adams en Dean Winstanley. In 2012 zond Eurosport 2 livebeelden van het Dutch Open uit. Sinds 2014 wordt de finaledag van het toernooi ook live uitgezonden op de lokale televisiezender RTV Drenthe. In 2021 ging het toernooi niet door vanwege de coronapandemie. Sinds 2022 is het Dutch Open een van de hoofdtoernooien van de WDF. Sinds 2023 worden meerdere rondes, waaronder de dames- en herenfinales, uitgezonden door RTL 7.

## Sponsors
- Harrows Dutch Open
- Bull's Dutch Open
- 2006–2017; Bullit Dutch Open
- 2017–2020; Bauhaus Dutch Open Darts
- 2021–heden; TOTO Dutch Open Darts

## Locatie
- 1984; Haags Congresgebouw, Den Haag
- 1985; Hoeksteen, Amsterdam
- 1986–1987; Nat. Badminton Center, Nieuwegein
- 1988; 't Heem, Hattem
- 1989–1991; Flevohof, Harderwijk
- 1992–1994; Noordwijkerhout
- 1995–1999; Apart Hotel, Delden
- 2000–2001; De Bonte Wever, Slagharen
- 2002–2013; Koningshof, Veldhoven
- 2014–heden; De Bonte Wever, Assen

## Heren individueel
| Jaar | Editie                                  | Winnaar (gemiddelde in finale)          | Uitslag                                 | Runner-up (gemiddelde in finale)        |
| ---- | --------------------------------------- | --------------------------------------- | --------------------------------------- | --------------------------------------- |
| 1973 |                                         | Ton Koster                              |                                         | Geoff Kirkman                           |
| 1974 |                                         | Mary de Knoop (vrouw)                   |                                         | Bill Ratz                               |
| 1975 |                                         | Terry Henny                             |                                         | Sonja Durinck (vrouw)                   |
| 1976 |                                         | Henk van Tuijl                          |                                         | Arthur Russell                          |
| 1977 |                                         | Peter Smith                             |                                         | Jim Clarke                              |
| 1978 |                                         | Jimmy Cox                               |                                         | Daniel Serie                            |
| 1979 | 1                                       | Daniel Serie                            |                                         | Jimmy Cox                               |
| 1980 | 2                                       | Brian Femby                             |                                         | Tony Sontag                             |
| 1981 | 3                                       | Gordon Watson                           |                                         | Daniel Serie                            |
| 1982 | 4                                       | Jilles Vermaat                          |                                         | Patrick Bolle                           |
| 1983 | 5                                       | Luc Marreel                             |                                         | Rick Daniels                            |
| 1984 | 6                                       | Frans Devooght                          | 4 – 2                                   | Omer Bauwens                            |
| 1985 | 7                                       | Frans Devooght                          | 5 – 2                                   | Willy Logie                             |
| 1986 | 8                                       | Lee Topper                              | 3 – 1                                   | Frans Devooght                          |
| 1987 | 9                                       | Bob Renard                              | 3 – 2                                   | Eric Bristow                            |
| 1988 | 10                                      | Steve Brown                             | 3 – 1                                   | Bob Renard                              |
| 1989 | 11                                      | Alan Warriner-Little                    | 3 – 0                                   | Erik Clarys                             |
| 1990 | 12                                      | Leo Laurens                             | 3 – 0                                   | Graham Miller                           |
| 1991 | 13                                      | Kostas Lavassas                         | 3 – 2                                   | Jann Hoffmann                           |
| 1992 | 14                                      | Leo Laurens                             |                                         | Paul Hoogenboom                         |
| 1993 | 15                                      | Alan Warriner-Little                    | 3 – 0                                   | Jocky Wilson                            |
| 1994 | 16                                      | Richie Burnett                          | 3 – 0                                   | Alan Brown                              |
| 1995 | 17                                      | Steve Beaton (79,20)                    | 3 – 2                                   | Kevin Painter (78,90)                   |
| 1996 | 18                                      | Steve Beaton                            | 2 – 1                                   | Paul Williams                           |
| 1997 | 19                                      | Mervyn King                             | 3 – 1                                   | Andy Fordham                            |
| 1998 | 20                                      | Alan Warriner-Little (92,61)            | 3 – 0                                   | Peter Evison (80,07)                    |
| 1999 | 21                                      | Ted Hankey                              | 4 – 2                                   | Robbie Widdows                          |
| 2000 | 22                                      | Wayne Mardle                            | 4 – 1                                   | Mervyn King                             |
| 2001 | 23                                      | Raymond van Barneveld                   | 4 – 0                                   | Andree Welge                            |
| 2002 | 24                                      | Shaun Greatbatch                        | 4 – 2                                   | Steve Coote                             |
| 2003 | 25                                      | Ted Hankey (93,87)                      | 3 – 0                                   | Roland Scholten (81,87)                 |
| 2004 | 26                                      | Raymond van Barneveld (98,73)           | 3 – 0                                   | Gary Robson (71,22)                     |
| 2005 | 27                                      | Tony Eccles                             | 3 – 0                                   | John Walton                             |
| 2006 | 28                                      | Raymond van Barneveld                   | 3 – 2                                   | Gary Anderson                           |
| 2007 | 29                                      | Scott Waites (86,64)                    | 3 – 0                                   | Steve West (79,59)                      |
| 2008 | 30                                      | Robert Thornton (92,52)                 | 3 – 0                                   | Alain Van Bouwel (84,24)                |
| 2009 | 31                                      | Darryl Fitton (91,17)                   | 3 – 2                                   | Willy van de Wiel (88,05)               |
| 2010 | 32                                      | Martin Adams                            | 3 – 1                                   | Scott Waites                            |
| 2011 | 33                                      | Martin Adams                            | 3 – 2                                   | Dean Winstanley                         |
| 2012 | 34                                      | Tony O'Shea                             | 3 – 0                                   | Dave Prins                              |
| 2013 | 35                                      | Scott Waites                            | 3 – 2                                   | James Wilson                            |
| 2014 | 36                                      | Ross Montgomery                         | 3 – 2                                   | Scott Waites                            |
| 2015 | 37                                      | Martin Adams (93,18)                    | 3 – 1                                   | Darryl Fitton (94,22)                   |
| 2016 | 38                                      | Martin Adams (89,73)                    | 3 – 1                                   | Danny Noppert (90,13)                   |
| 2017 | 39                                      | Mark McGeeney (84,87)                   | 3 – 1                                   | Ross Montgomery (85,32)                 |
| 2018 | 40                                      | Mark McGeeney (98,07)                   | 3 – 1                                   | Glen Durrant (99,03)                    |
| 2019 | 41                                      | Richard Veenstra                        | 3 – 2                                   | Ryan Hogarth                            |
| 2020 | 42                                      | Ross Montgomery (87,41)                 | 3 – 1                                   | Brian Raman (88,08)                     |
| 2021 | niet gehouden vanwege de Coronapandemie | niet gehouden vanwege de Coronapandemie | niet gehouden vanwege de Coronapandemie | niet gehouden vanwege de Coronapandemie |
| 2022 | 43                                      | Jelle Klaasen (83,47)                   | 3 – 0                                   | Mark Barilli (74,01)                    |
| 2023 | 44                                      | Berry van Peer (88,29)                  | 3 – 1                                   | Andy Baetens (86,62)                    |
| 2024 | 45                                      | Jarno Bottenberg (84,44)                | 3 – 2                                   | Wesley Plaisier (84,78)                 |
| 2025 | 46                                      | Jeffrey Sparidaans (83,05)              | 3 – 0                                   | David Fatum (79,50)                     |

## Vrouwen individueel
| Jaar | Editie                                  | Winnaar (gemiddelde in finale)          | uitslag                                 | Runner-up (gemiddelde in finale)        |
| ---- | --------------------------------------- | --------------------------------------- | --------------------------------------- | --------------------------------------- |
| 1973 |                                         | Mary de Knoop                           |                                         |                                         |
| 1974 |                                         | Mary de Knoop                           |                                         |                                         |
| 1975 |                                         | Sonia Durinck                           |                                         |                                         |
| 1976 |                                         | Irene Westerhof                         |                                         |                                         |
| 1977 |                                         | Maria van Dijke                         |                                         |                                         |
| 1978 |                                         | Ineke Sebrechts                         |                                         |                                         |
| 1979 | 1                                       | Irma Joosse                             |                                         |                                         |
| 1980 | 2                                       | Irma Joosse                             |                                         |                                         |
| 1981 | 3                                       | -                                       | -                                       | -                                       |
| 1982 | 4                                       | Nel van Gorp                            |                                         |                                         |
| 1983 | 5                                       | Jeanette Hoogenes                       |                                         |                                         |
| 1984 | 6                                       | Johanna Schipper                        |                                         | Eelkje Vos                              |
| 1985 | 7                                       | Josefien Hendriksen                     |                                         | Patricia van Beek                       |
| 1986 | 8                                       | Annabelle Long                          |                                         | Shirley Hall                            |
| 1987 | 9                                       | Valerie Maytum                          |                                         | Tricia Wright                           |
| 1988 | 10                                      | Sharon Colclough                        |                                         | Lil Coombes                             |
| 1989 | 11                                      | Joan Parmley                            |                                         | Sylvia Alders                           |
| 1990 | 12                                      | Sharon Colclough                        |                                         | Jane Stubbs                             |
| 1991 | 13                                      | Mandy Solomons                          |                                         | Jane Stubbs                             |
| 1992 | 14                                      | Mandy Solomons                          |                                         | Deta Hedman                             |
| 1993 | 15                                      | Mandy Solomons                          |                                         | Deta Hedman                             |
| 1994 | 16                                      | Heike Ernst                             |                                         | Valerie Maytum                          |
| 1995 | 17                                      | Francis Hoenselaar                      |                                         | Deta Hedman                             |
| 1996 | 18                                      | Francis Hoenselaar                      | 3 – 2                                   | Deta Hedman                             |
| 1997 | 19                                      | Francis Hoenselaar                      | 3 – 0                                   | Trina Gulliver                          |
| 1998 | 20                                      | Francis Hoenselaar (77,22)              | 3 – 0                                   | Vicky Pruim (66,03)                     |
| 1999 | 21                                      | Trina Gulliver                          | 3 – 2                                   | Francis Hoenselaar                      |
| 2000 | 22                                      | Francis Hoenselaar                      | 3 – 1                                   | Trina Gulliver                          |
| 2001 | 23                                      | Vicky Pruim                             | 3 – 0                                   | Carina Ekberg                           |
| 2002 | 24                                      | Francis Hoenselaar                      | 3 – 2                                   | Tricia Wright                           |
| 2003 | 25                                      | Sandra Pollet (83,73)                   | 3 – 1                                   | Francis Hoenselaar (78,06)              |
| 2004 | 26                                      | Francis Hoenselaar                      | 3 – 1                                   | Trina Gulliver                          |
| 2005 | 27                                      | Anastasia Dobromyslova                  | 3 – 1                                   | Clare Bywaters                          |
| 2006 | 28                                      | Anne Kirk                               | 3 – 2                                   | Trina Gulliver                          |
| 2007 | 29                                      | Trina Gulliver                          | 5 – 2                                   | Clare Bywaters                          |
| 2008 | 30                                      | Anastasia Dobromyslova                  | 5 – 2                                   | Carla Molema                            |
| 2009 | 31                                      | Trina Gulliver (76,80)                  | 5 – 3                                   | Julie Gore (75,66)                      |
| 2010 | 32                                      | Deta Hedman                             | 5 – 4                                   | Trina Gulliver                          |
| 2011 | 33                                      | Trina Gulliver                          | 5 – 2                                   | Julie Gore                              |
| 2012 | 34                                      | Julie Gore                              | 5 – 2                                   | Lorraine Farlam                         |
| 2013 | 35                                      | Trina Gulliver                          | 5 – 3                                   | Lorraine Farlam                         |
| 2014 | 36                                      | Aileen de Graaf                         | 5 – 4                                   | Anastasia Dobromyslova                  |
| 2015 | 37                                      | Aileen de Graaf                         | 5 – 2                                   | Deta Hedman                             |
| 2016 | 38                                      | Lisa Ashton (81,36)                     | 5 – 4                                   | Lorraine Winstanley (73,85)             |
| 2017 | 39                                      | Deta Hedman                             | 5 – 4                                   | Lisa Ashton                             |
| 2018 | 40                                      | Deta Hedman (75,24)                     | 5 – 4                                   | Aileen de Graaf (69,84)                 |
| 2019 | 41                                      | Mikuru Suzuki                           | 5 – 2                                   | Aileen de Graaf                         |
| 2020 | 42                                      | Aileen de Graaf (72.02)                 | 5 – 2                                   | Anca Zijlstra (68.46)                   |
| 2021 | niet gehouden vanwege de Coronapandemie | niet gehouden vanwege de Coronapandemie | niet gehouden vanwege de Coronapandemie | niet gehouden vanwege de Coronapandemie |
| 2022 | 43                                      | Beau Greaves (85,21)                    | 5 – 1                                   | Rhian O'Sullivan (81,21)                |
| 2023 | 44                                      | Aileen de Graaf (81,68)                 | 5 – 2                                   | Beau Greaves (82,74)                    |
| 2024 | 45                                      | Beau Greaves (83,04)                    | 5 – 1                                   | Aileen de Graaf (76,40)                 |
| 2025 | 46                                      | Rhian O'Sullivan (73,46)                | 5 – 2                                   | Lerena Rietbergen (70,45)               |

## Mannen dubbels
| Jaar | Winnaar                                     | Uitslag                                 | Runner-up                               |                                         |
| ---- | ------------------------------------------- | --------------------------------------- | --------------------------------------- | --------------------------------------- |
| 1973 | Tommy O'Regan Cliff Inglis                  | beat                                    | Harry Heenan Alan Evans                 |                                         |
| 1974 | Omer Bauwens Willy Delaere                  | beat                                    | Kevin White George Foster               |                                         |
| 1975 | George Foster Kevin White                   | beat                                    | Omer Bauwens Willy Delaere              |                                         |
| 1976 | John Lowe Tony Brown                        | beat                                    | Eric Bristow Cliff Lazarenko            |                                         |
| 1977 | John Lowe Tony Brown                        | beat                                    | Barry Atkinson Tim Brown                |                                         |
| 1978 | Jilles Vermaat Peter Lee                    | beat                                    | Luc Marreel Charlie Ellix               |                                         |
| 1979 | Alan Evans Leighton Rees                    | beat                                    | Ray Cornibert Dave Whitcombe            |                                         |
| 1980 | Jocky Wilson Rab Smith                      | beat                                    | Billy Mateer Ray Cornibert              |                                         |
| 1981 | Malcolm Nolan Patrick McGorrigan            | beat                                    | Conrad Daniels Nicky Virachkul          |                                         |
| 1982 | Ceri Morgan Wayne Lock                      | beat                                    | Eric Bristow John Lowe                  |                                         |
| 1983 | John Joe O'Shea Seamus O'Brien              | beat                                    | Dave Whitcombe Keith Deller             |                                         |
| 1984 | Fred McMullan Steve Brennan                 | beat                                    | Malcolm Davis Peter Locke               |                                         |
| 1985 | Eric Bristow John Lowe                      | beat                                    | Russell Stewart Terry O'Dea             |                                         |
| 1986 | Helge Horst Bernd Hebecker                  | beat                                    | Eric Bristow Cliff Lazarenko            |                                         |
| 1987 | Bob Anderson Dave Whitcombe                 | beat                                    | Ray Farrell David Keery                 |                                         |
| 1988 | Bob Anderson Mike Gregory                   | 3 – 1                                   | Tony Skuse Stephen Woodfield            |                                         |
| 1989 | Roland Scholten Paul Hoogenboom             | 3 – 2                                   | Freddy Clark Lee Topper                 |                                         |
| 1990 | Paul Reynolds Dennis Hickling               | 3 – 0                                   | Keith Sullivan Wayne Weening            |                                         |
| 1991 | Raymond van Barneveld Bert Vlaardingerbroek | 3 – 1                                   | Graeme Stoddart Kevin Burrows           |                                         |
| 1992 | Dennis Priestley Alan Warriner-Little       | 3 – 0                                   | Phil Taylor Rod Harrington              |                                         |
| 1993 | Freddy Clark Lee Topper                     | 3 – 1                                   | Graeme Stoddart Kevin Burrows           |                                         |
| 1994 | Kevin Painter Martin Adams                  | 3 – 0                                   | Dave Askew Ian Sarfas                   |                                         |
| 1995 | Richie Burnett Sean Palfrey                 | 3 – 2                                   | Raymond van Barneveld Roland Scholten   |                                         |
| 1996 | Ronnie Baxter Paul Williams                 | 3 – 2                                   | Co Stompé Bert Vlaardingerbroek         |                                         |
| 1997 | Raymond van Barneveld Co Stompé             | 3 – 0                                   | Mick Manning Graeme Stoddart            |                                         |
| 1998 | Phil Taylor Dennis Priestley                | 4 – 2                                   | Steve Beaton Dave Askew                 |                                         |
| 1999 | Ted Hankey Matt Chapman                     | 3 – 1                                   | Andy Jenkins Andy Fordham               |                                         |
| 2000 | Bob Taylor Martin Adams                     | 2 – 0                                   | Peter Voskamp Daniel Brouwer            |                                         |
| 2001 | Martin Adams Mervyn King                    | 2 – 1                                   | Peter Manley Ted Hankey                 |                                         |
| 2002 | Raymond van Barneveld Co Stompé             | 2 – 1                                   | Martin Adams Mervyn King                |                                         |
| 2003 | Raymond van Barneveld Tony David            | 3 – 1                                   | Shaun Greatbatch Bob Taylor             |                                         |
| 2004 | Tomas Seyler Andree Welge                   | 2 – 0                                   | Rick Hofstra Tony West                  |                                         |
| 2005 | Co Stompé Ted Hankey                        | 2 – 0                                   | Dennie Nijs Jonny Nijs                  |                                         |
| 2006 | Martin Adams Mervyn King                    | 2 – 0                                   | Rick Hofstra Tony West                  |                                         |
| 2007 | Scott Waites Garry Thompson                 | 2 – 0                                   | Robert Wagner Wesley Schols             |                                         |
| 2008 | John Henderson Darren Twist                 | 2 – 0                                   | Dennis Zijderhand Cor Ernst             |                                         |
| 2009 | Gino Vos Rico Dera                          | 2 – 1                                   | Brian Woods Robbie Green                |                                         |
| 2010 | Ian White John Henderson                    | 2 – 0                                   | Scott Waites Garry Thompson             |                                         |
| 2011 | Martin Adams Ross Montgomery                | 2 – 0                                   | John Walton Martin Atkins               |                                         |
| 2012 | Tony O'Shea Darryl Fitton                   | 2 – 1                                   | Kenny Neyens Dimitri Van den Bergh      |                                         |
| 2013 | Gary Robson James Wilson                    | 5 – 3                                   | Rick Hofstra Dennie Bos                 |                                         |
| 2014 | Richie George Scott Mitchell                | 5 – 2                                   | Willem Mandigers Jamie Hughes           |                                         |
| 2015 | Martin Atkins Scott Mitchell                | 5 – 1                                   | Daniel Brouwer Leroy Nieuwenhuis        |                                         |
| 2016 | Jimmy Hendriks Mark McGeeney                | 5 – 3                                   | Shaun Carrol Gareth Watts               |                                         |
| 2017 | Scott Mitchell James Hurrell                | 5 – 3                                   | Mark McGeeney Craig Quinn               |                                         |
| 2018 | Wesley Harms Richard Veenstra               | 5 – 3                                   | Yoeri Duijster Dave van der Zande       |                                         |
| 2019 | Gino Vos Berry van Peer                     | 5 – 4                                   | Martijn Kleermaker Justin van Tergouw   |                                         |
| 2020 | Ross Montgomery Martin Adams                | 5 – 4                                   | Colin Roelofs Ryan de Vreede            |                                         |
| 2021 | niet gehouden vanwege de Coronapandemie     | niet gehouden vanwege de Coronapandemie | niet gehouden vanwege de Coronapandemie | niet gehouden vanwege de Coronapandemie |
| 2022 | Thibault Tricole Andy Baetens               | 5 – 1                                   | Neil Duff Barry Copeland                |                                         |
| 2023 | Christian Kist Michael Stoeten              | 5 – 4                                   | Jelle Klaasen Chris Landman             |                                         |
| 2024 | Damian Mol Brian Raman                      | 5 – 1                                   | Jimmy van Schie Jeroen Mioch            |                                         |
| 2025 | Koen den Hartog Klaas Buijsman              | 5 – 4                                   | Sybren Gijbels Dimitri Hermans          |                                         |

## Vrouwen dubbels
| Jaar | Winnaar                                 | Uitslag                                 | Runner-up                               |                                         |
| ---- | --------------------------------------- | --------------------------------------- | --------------------------------------- | --------------------------------------- |
| 1993 | Deta Hedman Mandy Solomons              | beat                                    |                                         |                                         |
| 1994 | Heike Ernst Barbara Sutton              | beat                                    |                                         |                                         |
| 1995 | Deta Hedman Mandy Solomons              | beat                                    |                                         |                                         |
| 1996 | Deta Hedman Mandy Solomons              | beat                                    |                                         |                                         |
| 1997 | Sandra Greatbatch Crissy Howat          | beat                                    |                                         |                                         |
| 1998 | Francis Hoenselaar Sharon Colclough     | 4 – 3                                   | Trina Gulliver Mandy Solomons           |                                         |
| 1999 | Francis Hoenselaar Sharon Colclough     | 3 – 0                                   | Mieke de Boer K. Overman                |                                         |
| 2000 | Francis Hoenselaar Trina Gulliver       | 2 – 0                                   | Crissy Howat Tricia Wright              |                                         |
| 2001 | Francis Hoenselaar Trina Gulliver       | 2 – 0                                   | Crissy Howat Michelle Jackson           |                                         |
| 2002 | Francis Hoenselaar Trina Gulliver       | 2 – 0                                   | Mieke de Boer Vicky Pruim               |                                         |
| 2003 | Francis Hoenselaar Trina Gulliver       | 3 – 0                                   | Sally Smith Clare Bywaters              |                                         |
| 2004 | Francis Hoenselaar Trina Gulliver       | 2 – 1                                   | Sally Smith Clare Bywaters              |                                         |
| 2005 | Francis Hoenselaar Trina Gulliver       | 2 – 0                                   | Barbara Lee Dee Bateman                 |                                         |
| 2006 | Sari Nikula Marika Juhola               | 2 – 0                                   | Irina Armstrong Marie Therese van Welt  |                                         |
| 2007 | Francis Hoenselaar Trina Gulliver       | 5 – 1                                   | Karin ten Kate Clare Bywaters           |                                         |
| 2008 | Irina Armstrong Carina Ekberg           | 5 – 4                                   | Karen Lawman Louise Carroll             |                                         |
| 2009 | Francis Hoenselaar Trina Gulliver       | 5 – 1                                   | Julie Gore Jan Robbins                  |                                         |
| 2010 | Francis Hoenselaar Trina Gulliver       | 5 – 2                                   | Karin Krappen Irina Armstrong           |                                         |
| 2011 | Irina Armstrong Dee Bateman             | 5 – 3                                   | Sue Gulliver Zoe Jones                  |                                         |
| 2012 | Karen Lawman Deta Hedman                | 5 – 3                                   | Rachel Brooks Cristine Readhead         |                                         |
| 2013 | Trina Gulliver Zoe Jones                | 4 – 1                                   | Paula Jacklin Sue Gulliver              |                                         |
| 2014 | Anastasia Dobromyslova Lorraine Farlam  | 4 – 3                                   | Deta Hedman Fallon Sherrock             |                                         |
| 2015 | Deta Hedman Rachel Brooks               | 4 – 3                                   | Trina Gulliver Zoe Jones                |                                         |
| 2016 | Aileen de Graaf Sharon Prins            | 4 – 1                                   | Paula Jacklin Sue Gulliver              |                                         |
| 2017 | Aileen de Graaf Sharon Prins            | 4 – 3                                   | Deta Hedman Lorraine Winstanley         |                                         |
| 2018 | Lorraine Winstanley Corrine Hammond     | 4 – 0                                   | Trina Gulliver Paula Jacklin            |                                         |
| 2020 | Lorraine Winstanley Margaret Sutton     | 4 – 2                                   | Anca Zijlstra Femke van Zuiden          |                                         |
| 2021 | niet gehouden vanwege de Coronapandemie | niet gehouden vanwege de Coronapandemie | niet gehouden vanwege de Coronapandemie | niet gehouden vanwege de Coronapandemie |
| 2022 | Aileen de Graaf Lerena Rietbergen       | 4 – 2                                   | Rhian O'Sullivan Chris Savvery          |                                         |
| 2023 | Beau Greaves Deta Hedman                | 4 – 1                                   | Anca Zijlstra Aletta Wajer              |                                         |
| 2024 | Beau Greaves Jo Rolls                   | 4 – 1                                   | Lorraine Winstanley Paige Pauling       |                                         |
| 2025 | Beau Greaves Jo Rolls                   | 4 – 2                                   | Aileen de Graaf Anca Zijlstra           |                                         |

## Nine-dart finishes
| Speler           | Jaar | Ronde  | Resultaat | Tegenstander |
| ---------------- | ---- | ------ | --------- | ------------ |
| Shaun Greatbatch | 2002 | Finale | Gewonnen  | Steve Coote  |
| Darryl Fitton    | 2015 | Finale | Verloren  | Martin Adams |